# Burnvurd
Burnvurd is een niet-geïdentificeerd wierdedorp in de omgeving van Uithuizen, dat genoemd wordt rond het jaar 1000. Mogelijk gaat het om Oldorp.
De goederenlijsten van de Abdij van Werden vermelden in deze omgeving omstreeks het jaar 1000 en in de eeuw daarna het dorp Burnvurd (Brunuurð, Burnuurð of Burnuurd), dat genoemd wordt tussen Wadwerd en Helwerd dan wel Uithuizen. Volgens Rembertus Westerhoff zou het daarbij om Oldorp gaan. Dat is echter niet zeker. De naam komt van burn ('bron') met de uitgang -uurdi ('bewoonde hoogte').